# Dividunum
 (signalé en juin 2025).
Si vous disposez d'ouvrages ou d'articles de référence ou si vous connaissez des sites web de qualité traitant du thème abordé ici, merci de compléter l'article en donnant les références utiles à sa vérifiabilité et en les liant à la section « Notes et références ».
- Archive Wikiwix
- Bing
- Cairn
- DuckDuckGo
- E. Universalis
- Gallica
- Google
- G. Books
- G. News
- G. Scholar
- Persée
- Qwant
- (zh) Baidu
- (ru) Yandex
- (wd) trouver des œuvres sur Wikidata

 (avril 2008).
Si vous disposez d'ouvrages ou d'articles de référence ou si vous connaissez des sites web de qualité traitant du thème abordé ici, merci de compléter l'article en donnant les références utiles à sa vérifiabilité et en les liant à la section « Notes et références ».
- Les Bénédictins, dans leur « Histoire de Metz », nous rapportent pour premier nom connu de la ville (« entre deux rivières » s’élevait une colline que Gentel, Zélie et Jazel consacrèrent à Dieu et nommèrent) celui de « Dividunum » (Mont de Dieu).
- Si cette affirmation était la seule croyance des gens de la région au XVIIIe siècle encore, nul ne contestera aujourd’hui, qu’outre les nombreuses inexactitudes et anachronismes dont fourmille leur travail, le simple fait d’avoir latinisé un nom d’origine antérieure à l’introduction de cette langue latine dans la région rend problématique et incertaine cette appellation qui n’est point d’origine.
- On sait que les romains ont latinisé, eux le nom de la cité des Médiomatriques en « Divodurum » et ont, eux, laissé des traces écrites.
- Reste que l’appellation latine serait une déformation de celle, plus primitive et celtique de la dénomination première.
- En breton trégorrois, le pluriel du mot « eau » se dit « douro » et le nombre deux  s’accorde au féminin pluriel et donne l’appellation « diou » ou « div » ; un confluent se dirait donc « dioudouro » ou « divdouro », ce qui serait plus proche de la prononciation originelle.

Mais de nombreux historiens parlent de « forteresse des dieux » ou de « bourg des Dieux » : le débat reste ouvert !
- Mais nous savons que, très vite, le nom de « Divodurum Médiomatricum » a été celui qui lui a succédé et qui reste le plus usité de la ville de Metz du temps de l'occupation romaine de la Gaule-Belgique.